# Stará radnice (Chrudim)
Stará radnice je budova z 1. poloviny 16. století, výrazně přestavěná do barokní podoby v letech 1720-1721. Objekt se nachází na Resselově náměstí v Chrudimi.

## Historie
Jádro budovy bylo vybudováno již před rokem 1560, dosud jsou zachovány gotické sklepy. V roce 1560 pak byla budova radnice přebudována v renesančním slohu. Z doby renesanční přestavby pochází i nápis nad okny v přízemí: HAEC DOMVS / ODIT NEQVITIAM, / AMAT PACEM, / PVNIT CRIMINA, / CONSERVAT IVRA, / HONORAT PROBOS (Tento dům nenávidí ničemnost, miluje mír, trestá zločiny, zachovává práva, ctí počestné). V roce 1641 byla radnice poničena požárem. Barokní přestavba, jejímž autorem byl pravděpodobně Jan Blažej Santini-Aichel (možná je také práce Fischera z Erlachu, Alliprandiho, Donáta Morazziho nebo Carla Antonia Canevalle), proběhla v letech 1720-1721. V roce 1737 si chtěl Josef Konrád otevřít v radnici výčep, ten ale nakonec nebyl povolen. V 60. letech 18. století byly sklepy využívány pro ukládání střelného prachu. V roce 1806 radnice znovu vyhořela, interiér byl přebudován a na fasádu byly v roce 1808 umístěny sochy Justitia (Spravedlnost) a Caritas (Mírnost, Láska) sochaře Karla Devotyho z Hrochova Týnce. Věžní hodiny od chrudimského hodináře Prokopa Kozlanského pak byly osazeny v roce 1836. V roce 1895 byla budova znovu stavebně upravena (např. zasklení dvorní pavlače).
Mezi lety 1854 a 1927 v budově sídlil okresní soud, poté se její účel často měnil (policejní úřad a obecní věznice, místnost pro přechodné ubytování osob bez přístřeší, byt obecního zřízence, státní vyšívačská škola). Od roku 1958 je budova chráněnou kulturní památkou. Od roku 1989 slouží jako sídlo městské policie a informačního centra.

## Kulturní aktivita
Ve vestibulu budovy je v době adventu tradičně vystavován tzv. Chrudimský betlém od řezbáře Pavla Tapušíka.

## Architektura
Budova je jednopatrová, zděná. Okolní domy převyšuje atikovým štítem. V přízemí je vlevo půlkruhový průjezd, vpravo edikulový portál, který nese nad klenákem ve stáčené kartuši medailon se znakem města. Fasáda mírně vystupuje nenápadným rizalitem (přes dvě střední osy), kterému odpovídá i střední část atiky vymezená pilastry, mezi nimiž je reliéfní dvojhlavá korunovaná orlice (znak Svaté říše římské), na prsou se štítkem a dvojocasým lvem (znak Českého království). Budova je završena čtyřbokou hodinovou věžičkou s lucernou a makovicí.

## Zajímavost
Součástí barokní přestavby objektu byla i instalace velké kamenné orlice do fasády v patře. Při této akci došlo k neštěstí. Městská kronika z 18. století k tomu uvádí: „Když kamenného vorla (který nad voknami ve zdi zasazen jest) táhli, tu nenadále štemíře se přelomily, a vorel dolu spadna jednomu vojáku tu stojícímu hermrštajnskému obě nohy až po kolena rozmlaštil, kterýž tři hodiny jsa živ potom umřel, za něhož město muselo jiného chlapa dáti.“

## Galerie

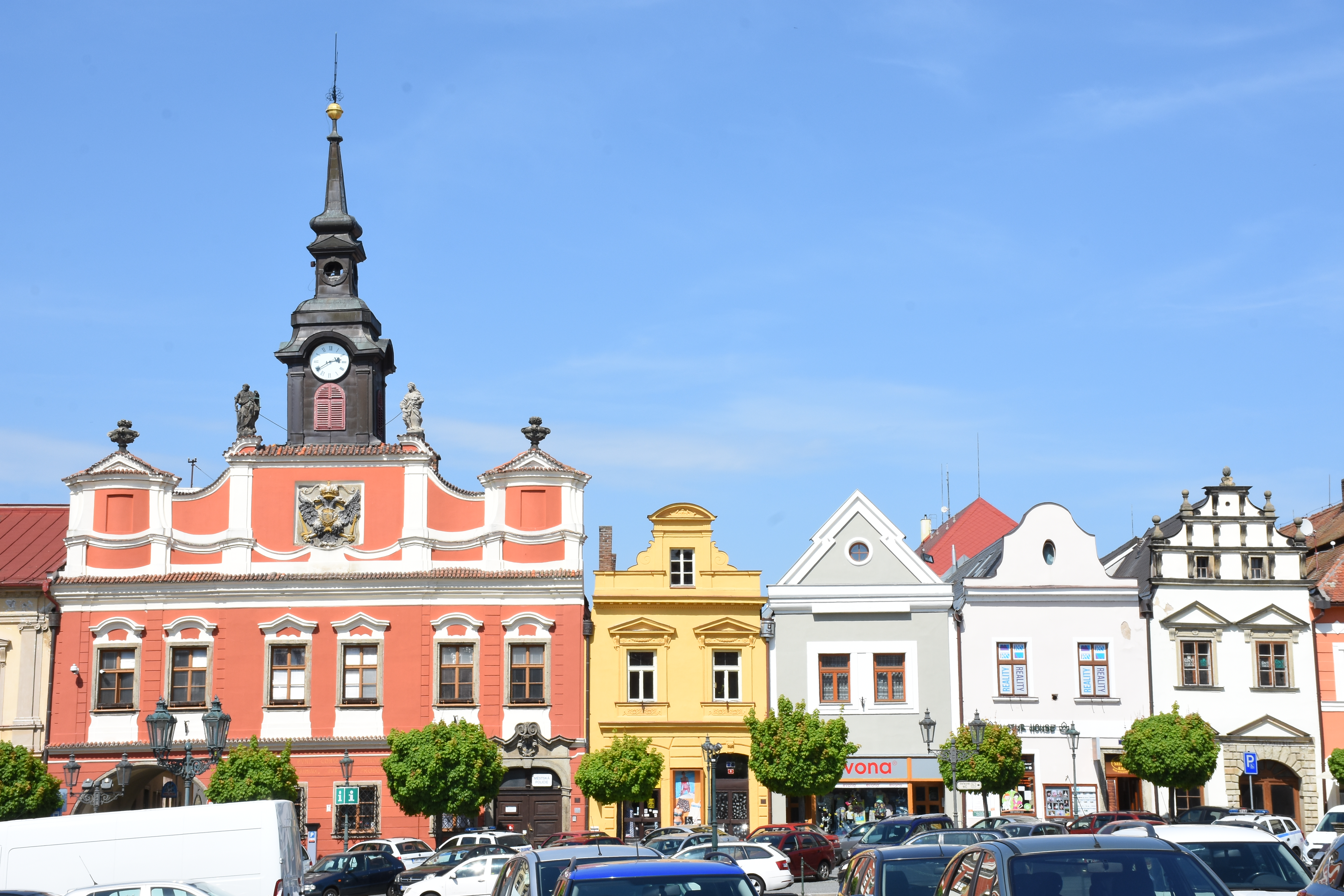
Radnice převyšuje domy atikou
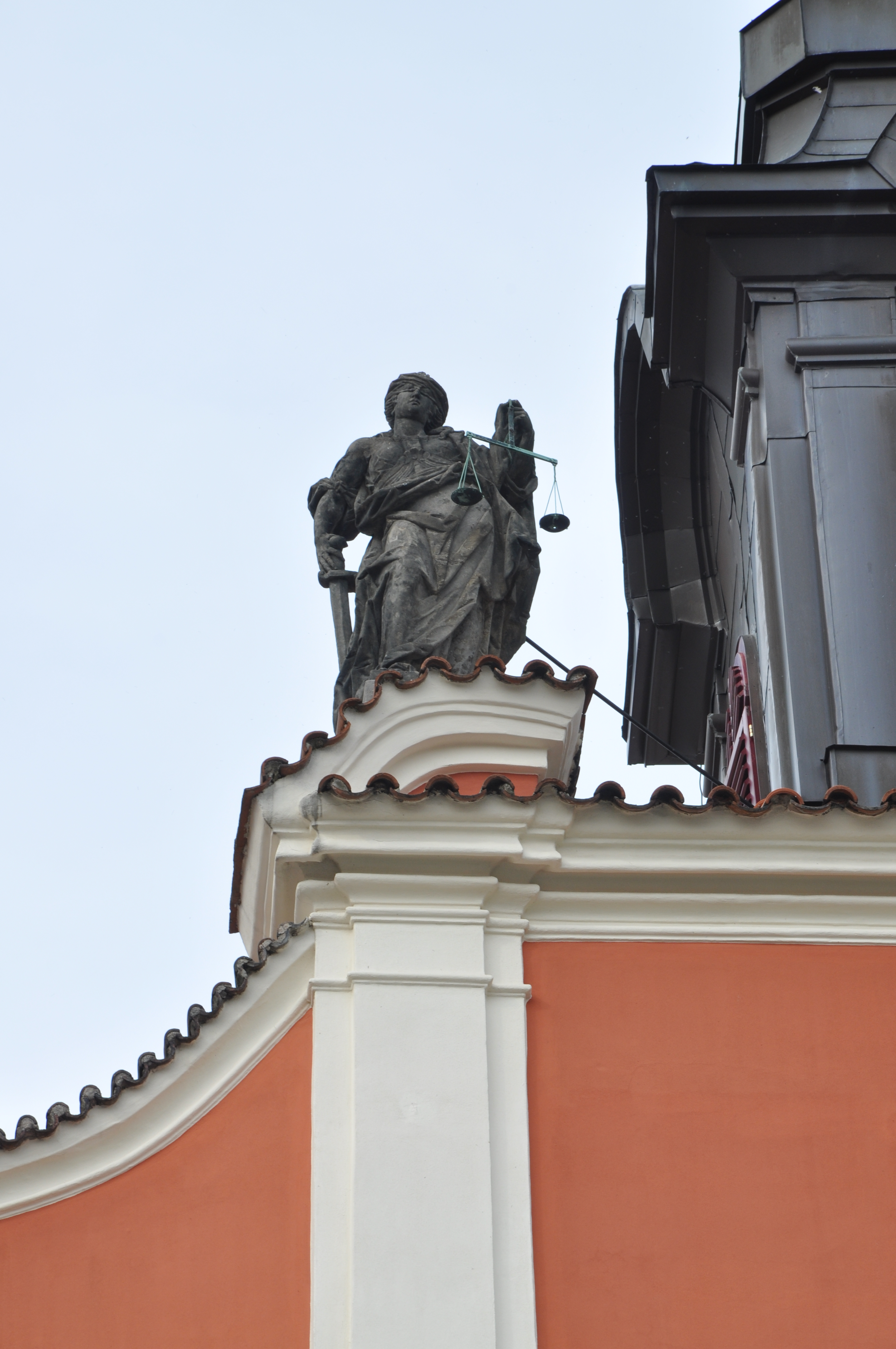
Socha Justitia
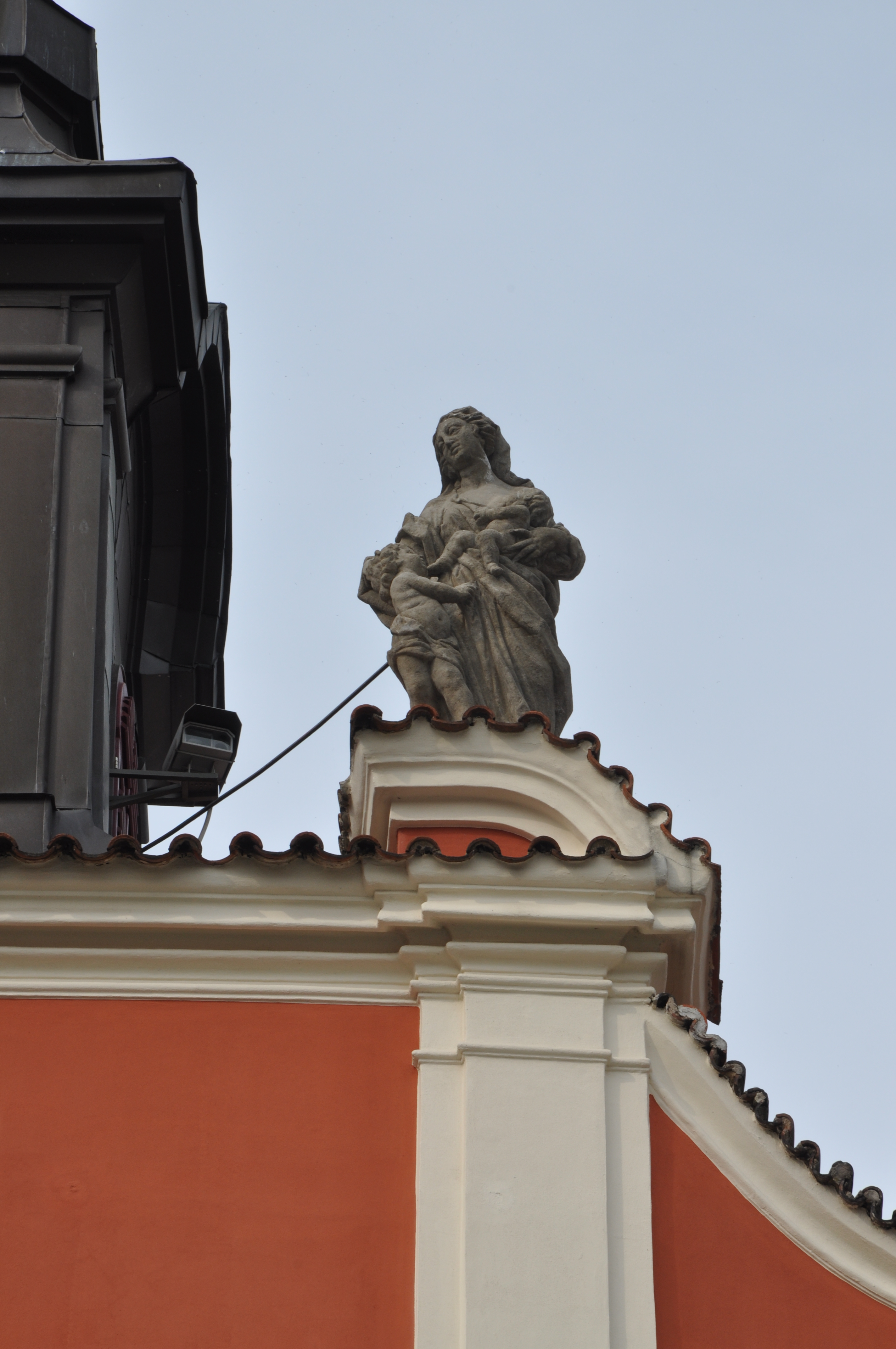
Socha Caritas
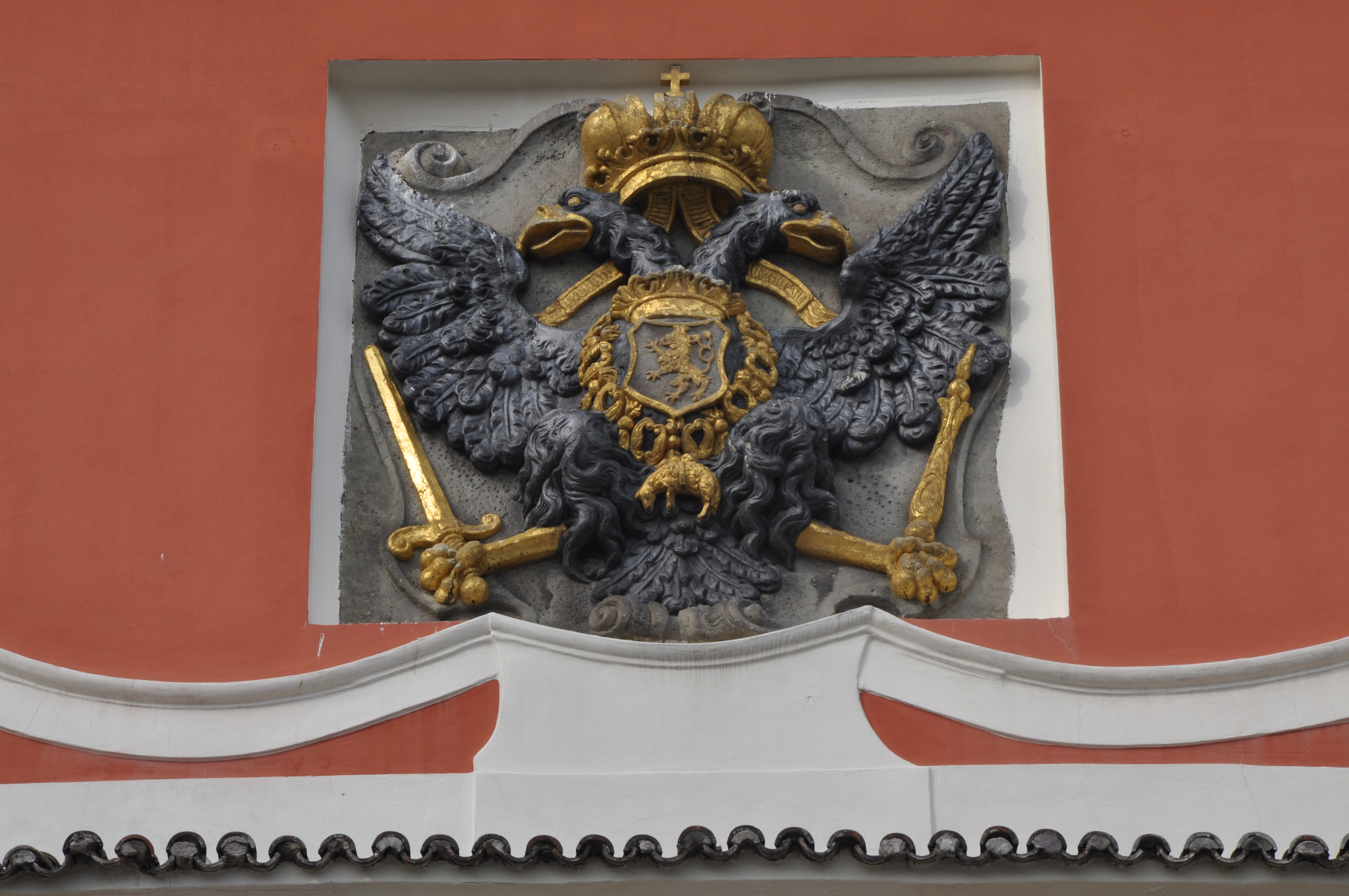
Znak orlice
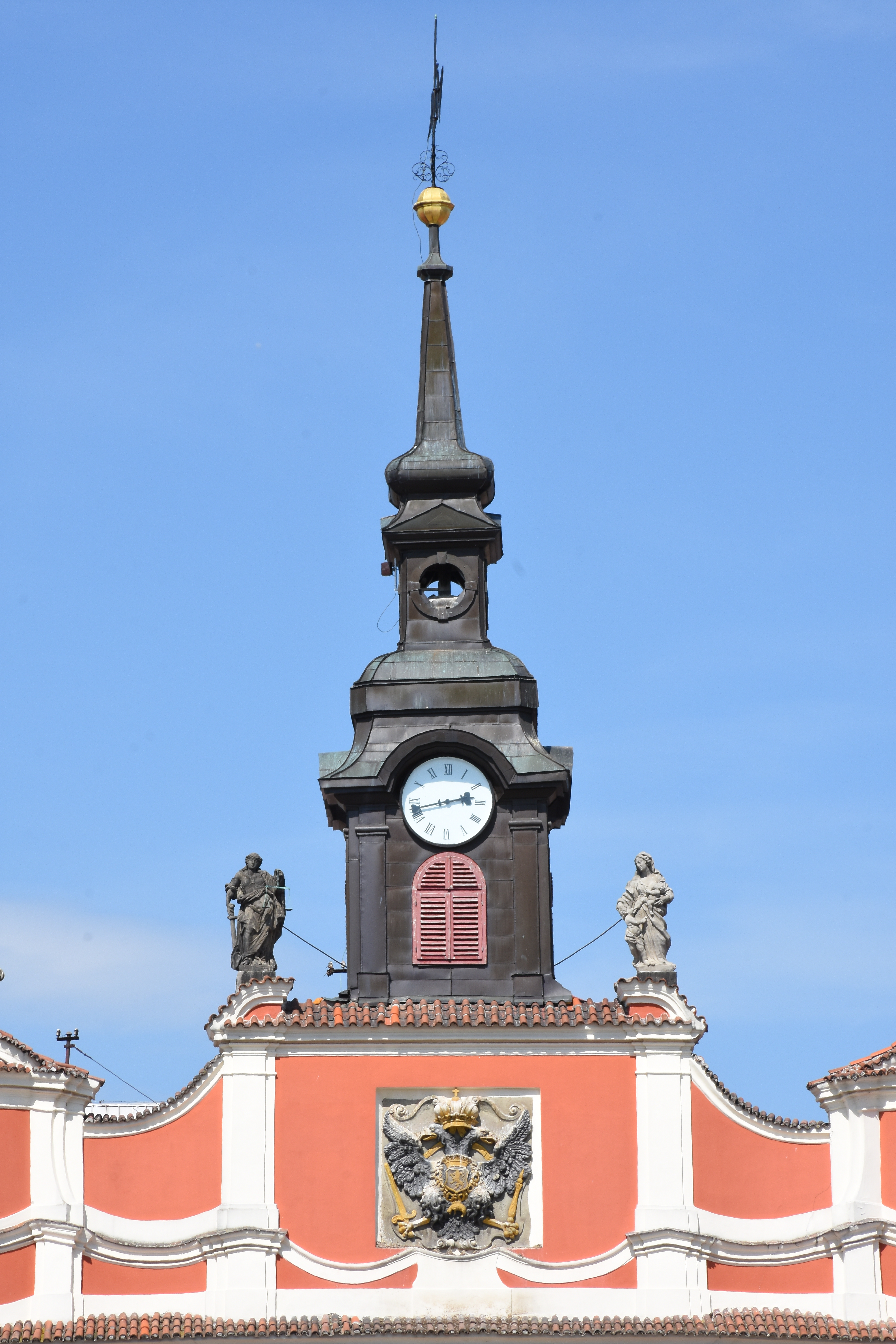
Hodinová věž